# Эдилов, Йелмар Шахмар оглы
Йелмар Шахмар оглы Эдилов (азерб. Edilov Yelmar Şahmar oğlu; 10 апреля 1946 — 11 апреля 1994) — ополченец, военнослужащий Вооружённых сил Республики Азербайджан, Национальный Герой Азербайджана (1994).

## Биография
Родился Йелмар Эдилов 10 апреля 1946 года в селе Алимадатли, Агдамского района, Азербайджанской ССР. С 1954 по 1964 годы проходил обучение в средней школе села Алимедедли, затем поступил в Агдамский сельскохозяйственный техникум. В 1964 году был призван на срочную военную службу в ряды Советской армии. Службу проходил в городе Минске. Йылмар увлекался спортом, был хорошим самбистом. Из-за травмы, полученной во время соревнований гарнизонного первенства, он был демобилизован с военной службы как инвалид второй группы. Возвратился в Азербайджан и продолжил обучение в техникуме. В 1970 году завершил обучение и устроился на работу в колхоз имени Ахундова.
В 1988 году, во время депортации наших соотечественников с территории Западного Азербайджана, Йелмар одним из первых настаивал на создании добровольческих батальонов самообороны. Эту работу начали проводить только после 1990 года. Начиная с начала 1991 года, многие села Агдамского района были обстреляны, а хозяйствам нанесён невосполнимый урон. Под руководством Эдилова в селе Коланы был создан батальон самообороны. Этот отряд проявлял большую активность в Агдамском районе и в окрестностях самого города Агдама.
11 апреля 1994 года противник с большими силами перешёл в наступление в сторону откормочного пункта ”Царик". Отряд Эдилова вступает в бой. Перейдя в наступление с левого фланга, эдиловцам удаётся подбить 2 танка противника. Понеся большие потери, противник вынужден был отступить. Неожиданно рядом с Йелмаром разорвался снаряд, который нанёс ему смертельное ранение.
Эдилов был женат, воспитывал семерых детей - пять сыновей и две дочери.

## Память
Указом Президента Азербайджанской Республики № 202 от 16 сентября 1994 года Йелмару Шахмар оглы Эдилову было присвоено звание Национального Героя Азербайджана (посмертно).
Похоронен на второй Аллее Шехидов в Баку.